# Den Bedste Jul i 2000 år
 Der er for få eller ingen kildehenvisninger i denne artikel, hvilket er et problem. Du kan hjælpe ved at angive troværdige kilder til de påstande, som fremføres i artiklen.

"Den Bedste Jul i 2000 År" er en single udgivet af popgruppen Creamy, som var nummer 1 i Danmark i 2000. Nummeret er skrevet af Morten Rosenstand Eriksen og Jeppe Frans Budolfsen, også kendt som Panman & Ace 45.